# Chronologie des faits économiques et sociaux dans les années 1340
Chronologie de l'économie
Années 1330 - Années 1340 - Années 1350

## Événements
- 1339 : la comptabilité en partie double, dont les premières ébauches sont apparues chez les marchands en Toscane à la fin du XIIIe siècle, est attestée à Gênes[1]. Elle est utilisée vers 1340 dans les registres communaux de Sienne et de Gênes[2]. Elle se diffuse lentement chez les marchands italiens à partir du milieu du XIVe siècle[3].
- Vers 1340 – vers 1375 : hausse considérable des salaires urbains nominaux en Normandie[4].
- 1341-1347 : les guerres civiles du XIVe siècle entraînent un relâchement du contrôle de l’État byzantin ; l’aristocratie byzantine en profite pour obtenir l’hérédité complète sur les pronoiai (terre cédée par l’État moyennant un service armé) et une immunité fiscale accrue[5].
- 1342-1346 : chute des grands établissements bancaires florentins dont les Peruzzi, Acciaiuoli (1343) et Bardi (1346). La faillite des banques de Florence entraîne une crise économique en Europe[6]. En Italie, au milieu du siècle, la plupart des villes ont leurs caisses vides, malgré une pression fiscale considérable, à cause des guerres incessantes nécessitant outre les hommes du matériel (bombardes…) de plus en plus sophistiqué.
- 1343 : premier exemple d’assurances à primes relevé dans les contrats notariaux de Gênes[7].
- 1347-1352 : la Peste noire tue de 25 à 50 % des Européens en cinq ans faisant environ vingt-cinq millions de victimes[8].
- 1348 : la douane de la ville génoise de Péra, face à Constantinople, rapporte annuellement 200 000 livres, alors que celle de Constantinople ne perçoit que 30 000 livres. Avec la reconquête de Chios en 1346, les Génois deviennent les principaux pourvoyeurs en alun de l’industrie textile européenne[9].